# Bryum subargenteum
Bryum subargenteum är en bladmossart som beskrevs av Georg Ernst Ludwig Hampe 1874. Bryum subargenteum ingår i släktet bryummossor, och familjen Bryaceae. Inga underarter finns listade i Catalogue of Life.